# Anthracomartus
Anthracomartus – wymarły rodzaj pajęczaków z rzędu Trigonotarbida i rodziny Anthracomartidae. Jego zapis kopalny pochodzi z karbonu, a skamieniałości znajdowane są na terenie Europy i Ameryki Północnej.
Od innych przedstawicieli swojej rodziny pajęczaki te wyróżniają się gładką, pozbawioną półokrągłego ząbkowania krawędzią opistosomy.
Rodzaj ten wprowadził w 1882 roku Ferdinand Karsch, a w 1890 roku Erich Haase umieścił go w rodzinie Anthracomartidae. W 2011 Russell Garwood i Jason Dunlop dokonali rewizji jego systematyki. Dotychczas opisano w jego obrębie 15 gatunków:
- †Anthracomartus bohemica (Frič, 1901)
- †Anthracomartus carcinoides (Frič, 1901)
- †Anthracomartus elegans Frič, 1901
- †Anthracomartus hindi Pocock, 1911
- †Anthracomartus granulatus Frič, 1904
- †Anthracomartus janae (Opluštil, 1986)
- †Anthracomartus kustae Petrunkevitch, 1953
- †Anthracomartus minor Kušta, 1884
- †Anthracomartus nyranensis (Petrunkevitch, 1953)
- †Anthracomartus palatinus Ammon, 1901
- †Anthracomartus preisti Pocock, 1911
- †Anthracomartus radvanicensis (Opluštil, 1985)
- †Anthracomartus triangularis Petrunkevitch, 1913
- †Anthracomartus trilobitus Scudder, 1884
- †Anthracomartus voelkelianus Karsch, 1882